# ОУ „Петко Рачев Славейков“ (Варна)
Основно училище „Петко Рачев Славейков“ е учебно заведение в град Варна. в същата сграда се помещава и III Природоматематическа гимназия „Академик Методий Попов“.Училището работи по международни и национални проекти, които реализират успешни практики и придават европейски измерения на образованието.